# Carcajou River
Der Carcajou River ist ein linker Nebenfluss des Mackenzie River in den kanadischen Nordwest-Territorien.
Der Carcajou River entspringt in den Canyon Ranges, einem Teilgebirge der Mackenzie Mountains. Der Fluss durchfließt das Gebirge in östlicher Richtung und nimmt dabei den Little Keele River von links auf. Er erreicht die Mackenzie-Niederung und fließt nun in nordnordöstlicher Richtung entlang dem Gebirgsrand. Dabei nimmt der Carcajou River mehrere linke Zuflüsse auf, darunter den Imperial River. Schließlich mündet der Fluss unweit der Mündung des Mountain River in den Mackenzie River. Der Carcajou River hat eine Länge von etwa 290 km. Sein mittlerer Abfluss liegt bei 70 m³/s.